# آخريات
آخريات (بالإنجليزية: Alteromonadaceae)‏ هي عائلة بكتيريا من المتقلبات وهي الآن واحدة من عدة عائلات ضمن رتبة آخراوات التي تضم جنس الآخرية. أنواع هذه العائلة في الغالب على شكل قضيب وتتحرك باستخدام سوط قطبي واحد.

## أصل التسمية
إشتق اسم العائلة من اسم الجنس النوعي لها وهو (باللاتينية: Alteromonas) حيث تعني صفة alter أو tera أو terum آخر و monas تعني ميحاد (حيوان أوالي ذو سوط) فتصبح Alteromonas هي ميحادية آخرية وبالقياس على جنس زائفة (باللاتينية: Pseudomonas) يصير الاشتقاق آخرية ومنه اسم العائلة آخريات